# Правочин, щодо якого є зацікавленість
Правочин, щодо якого є зацікавленість — правочин, який укладається між акціонерним товариством і його інсайдером (афілійованою особою) або третьою особою, за умови, що інсайдер акціонерного товариства або його афілійована особа має зацікавленість щодо цього правочину.

## Зацікавлена особа і відносини зацікавленості
Інсайдером (або зацікавленою щодо правочину особою) визнаються:
- посадова особа органів товариства
- афілійована особа посадової особи
- акціонер, який одноосібно або разом з афілійованими особами володіє не менш як чвертю простих акцій товариства.

Інсайдер може не бути безпосередньо стороною правочину, але тим не менше між ним і правочином можуть існувати відносини зацікавленості. Відносини зацікавленості щодо правочину включають такі відносини між інсайдером і правочином, в яких інсайдер або його афілійованою особою є:
- представником або посередником при укладенні правочину
- отримувачем винагороди за правочином від товариства (посадових осіб товариства)
- набувачем майна за правочином
- особою, зацікавленою в інших результатах виконання правочину.

Афілійованою особою юридичної особи визнаються інші юридичні особи за умови, що одна з них здійснює контроль над іншою чи обидві перебувають під контролем третьої особи, або інші фізичні особи (члени їх сім'ї), які здійснюють контроль над цією юридичної особою (стаття 2.1.1 Закону «Про акціонерні товариства»).
Афілійованою особою фізичної особи визнаються члени її сім'ї — чоловік (дружина), батьки (усиновителі), опікуни (піклувальники), брати, сестри, діти та їхні чоловіки або дружини, — які спільно провадять господарську діяльність.
Хоча особа, зацікавлена у вчиненні правочину, зобов'язана протягом трьох робочих днів з моменту виникнення в неї зацікавленості поінформувати про це товариство, відповідальність за порушення цього обов'язку Законом не передбачена.

## Обмеження щодо укладання правочину, щодо якого є зацікавленість
На відміну від права таких країн, як Польща або Угорщина, український закон не забороняє правочини, щодо яких є зацікавленість. У цьому питанні Україна наслідує так звану самодостатню (англ. self-enforcing) модель правового регулювання, запропоновану двома американськими професорами під час розробки російського федерального закону «Про акціонерні товариства». Покладена в основу цієї глави модель регулювання виходить із припущення, що менеджери можуть ухилитися від прямої заборони на правочини, щодо яких є заінтересованість, але скоріше виконають процедурну вимогу отримати згоду акціонерів. Для отримання згоди, менеджери можуть зробити правочин цікавішим для акціонерів.
Ідея процедурного стримання менеджменту отримала часткове втілення у українському законодавстві. Правочин, щодо якого є заінтересованість, укладається після отримання виконавчим органом товариства згоди наглядової ради товариства на його укладення. Якщо наглядова рада вважає, що правочин порушує інтереси товариства, вона може або заборонити правочин, або передати розгляд питання про укладання правочину загальним зборам.
Член наглядової ради товариства повинен не брати участі у голосуванні, якщо він одночасно є: інсайдером (або афілійованою з ним особою) іншої сторони угоди або має іншу зацікавленість у вчиненні угоди.
Дискусійним залишається питання, чи повинен член наглядової ради товариства утриматися від голосування у разі погодження угоди між товариством і його акціонером лише на тій підставі, що член наглядової ради був призначений до товариства як представник цього акціонера.
Якщо будь-яка з цих двох умов виконується щодо більшості членів наглядової ради, питання виноситься на розгляд загальних зборів. Заінтересована особа, якщо вона є акціонером бере участь у голосуванні на загальних зборах і має рівні права голосу із незаінтересованими акціонерами.
Недотримання цих вимог має такі наслідки:
- можливе визнання правочину недійсним, якщо особа, яка вчинила правочин, знала або повинна була знати про недотримання зазначених вимог.
- відшкодування заінтересованою особою збитків, завданих товариству.

### Похідні позови
З позовом про визнання угоди недійсною може звернутись як товариство, так і будь-який його акціонер. Позов акціонера тоді іменується похідним позовом. Право акціонера на похідний позов суттєво обмежене. Детальніше про обмеження — див. статтю Похідний позов.

## Регуляторна мета

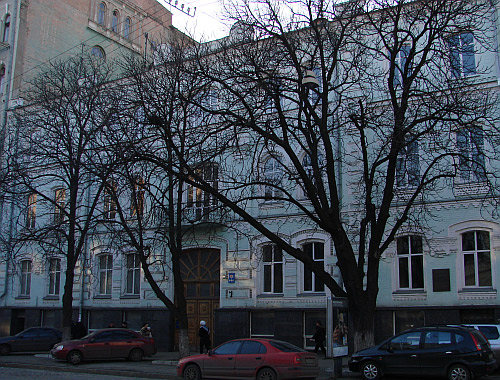
Будинок у Києві (вул. Володимирська, 34/9, літ. Б), де колись знаходився головний офіс Національної акціонерної компанії «Надра України». Відчужений за заниженою ціною 2007 року в результаті укладання правочину із зацікавленістю

Основною регуляторною метою правил щодо правочинів із заінтересованістю було унеможливлення вимивання активів товариства шляхом їх продажу за заниженою ціною компаніям, підконтрольним менеджменту або мажоритарному акціонеру товариства. Яскравим прикладом такого правочину є угоди щодо відчуження 2007 року будинків, в яких був розташований головний офіс Національної акціонерної компанії «Надра України». Нерухомість, яка знаходилась в історичному центрі Києва, було відчужено за ціною, що була нижчою від ринкової ціни принаймні в декілька разів. Її покупцями були юридичні особи, створені за декілька місяців до дати правочину спеціально для участі у ньому. Як встановлено журналістським розслідуванням, компанія-покупець була зареєстрована за адресою, за якою знаходився офіс народного депутату, який мав спільні політичні і бізнесові інтереси із головою правління НАК «Надра України».
Автори норм про правочини із заінтересованістю вказували на аналогічну практику в Росії, якій, за задумом авторів, повинні були запобігти ці норми: «Стандартною практикою в Росії є продаж керівниками сировинної компанії видобутої сировини за заниженою ціною афілійованій з керівництвом компанії, яка потім перепродає сировину за ринковою ціною».
Автори усвідомлювали, що ефективне стримання недобросовісних менеджерів неможливе без завдання шкоди виправданим і прибутковим рішенням. Вони зазначали: «Складність врегулювання такого роду угод полягає в тому, щоб унеможливити сумнівні правочини, не створюючи, однак, перешкод для оперативного управління звичайними справами товариства. Максимум, що ми могли зробити для вирішення цієї задачі, — це застосувати принципи, на яких побудоване право з запобігання зловживанням під час передачі майнових активів. Відповідно до цих принципів, правочин вважається незаконним, якщо товариство не отримує еквівалентної вартості…».
На жаль, саме ті положення, які забезпечували втілення цієї мети, не потрапили до українського закону під час перенесення російських правил про правочини із заінтересованістю. Зокрема, загубились такі норми:
- положення про обов'язкове застосування ринкових цін до будь-якого правочину, щодо якого є заінтересованість[6].
- вимога про неучасть заінтересованого акціонера (або афілійованої особи акціонера) в голосуванні на загальних зборах[7].

Саме лише віднесення питання про укладання правочину із заінтересованістю на розгляд наглядової ради здатне запобігти вимиванню активів товариства лише у тому випадку, коли менеджмент не користується підтримкою мажоритарного акціонера. Якщо менеджмент і мажоритарний акціонер діють разом, і за відсутності вимоги про застосування ринкових цін, правила про правочини із заінтересованістю не досягають своєї регуляторної мети, оскільки згоду на укладання правочину за заниженою ціною надасть заінтересований мажоритарний акціонер на загальних зборах. З пропозицію про повернення до українського Закону норми про неучасть заінтересованих акціонерів в голосуванні на загальних зборах виступила Рада інвесторів при Кабінеті Міністрів України.
Іншою жертвою скорочень під час російсько-українського перекладу є незахищені заставою кредитори товариства, які можуть опинитися сам на сам із своїми вимогами до товариства, позбавленого його власниками будь-якого ліквідного майна.